# HD180058
HD180058 — хімічно пекулярна зоря спектрального класу A3, що має видиму зоряну величину в смузі V приблизно  9,8.
Вона  розташована на відстані близько 883,9 світлових років від Сонця.